# Jan Chrzciciel de Rossi
Jan Chrzciciel de Rossi (ur. 22 lutego 1698 w Voltaggio, zm. 23 maja 1764 w Rzymie) – włoski Święty Kościoła katolickiego.

## Życiorys
Pochodził z religijnej rodziny. Gdy miał 13 lat, zaopiekował się z nim wujek, Wawrzyniec de Rossi. Rozpoczął studia w Kolegium Rzymskim, a potem wstąpił do seminarium, lecz przerwał naukę z powodu epilepsji. Został wyświęcony na kapłana mając 23 lata w dniu 8 marca 1721 roku. Po śmierci wuja został mianowany kanonikiem. Zmarł mając 66 lat w opinii świętości i został pochowany w bazylice Matki Bożej in Cosmedin.
W dniu 8 grudnia 1881 roku został kanonizowany przez papieża Leona XIII.